# Syngamia ancidalis
Syngamia ancidalis là một loài bướm đêm trong họ Crambidae.